# Mika Yamamoto
Mika Yamamoto (Tsuru, 26 maggio 1967 – Aleppo, 20 agosto 2012) è stata una giornalista e fotoreporter giapponese.

## Biografia
Nata a Tsuru nella Prefettura di Yamanashi, da Koji Yamamoto, giornalista dell'Asahi Shinbun, comincia a muovere i primi passi nel giornalismo nel 1990, lavorando come reporter per l'emittente televisiva satellitare TV Asahi. In seguito ha lavorato come corrispondente in diversi teatri di guerra quali Kosovo, Bosnia, Cecenia, Indonesia, Afghanistan, Iraq e Uganda. Il 3 aprile 2003 è rimasta ferita nell'attacco aereo statunitense al Palestine Hotel di Baghdad sede dei corrispondenti internazionali, nel quale persero la vita un cronista spagnolo e due giornalisti dell'agenzia Reuters. Nel novembre del 2001 ha lavorato come consulente indipendente per l'Unità di Rivitalizzazione del Governo, contribuendo a ridurre le spese non necessarie del governo giapponese.
Nel 2003 e 2004 ha condotto il telegiornale diurno della Nippon Television, vincendo il Premio Vaughn-Uyeda per la sua copertura della guerra in Iraq. In quegli anni ha anche ricoperto il ruolo di docente per il Master in giornalismo presso l'Università di Waseda e l'università di Tsuru, sua città natale. Le sue lezioni si incentravano sugli effetti della guerra sui comuni cittadini e del ruolo del giornalismo durante la guerra. Nel 2012 si reca in Siria per testimoniare la guerra civile in atto e l'impatto di essa sulla popolazione civile. Il 20 agosto perde la vita, all'età di 45 anni, raggiunta al collo da diversi colpi, dopo essere rimasta coinvolta in uno scontro fra le truppe ribelli e quelle governative.
| Controllo di autorità | VIAF (EN) 253627263 · ISNI (EN) 0000 0003 7641 0084 · NDL (EN, JA) 00922104 |